# Karsten Warholm
Karsten Warholm (ur. 28 lutego 1996 w Ulsteinvik) – norweski lekkoatleta  specjalizujący się w wielobojach, sprintach i biegach płotkarskich.
W 2013 został mistrzem świata juniorów młodszych w ośmioboju. Kilka miesięcy później zajął trzecie miejsce w plebiscycie na  wschodzącą gwiazdą europejskiej lekkoatletyki organizowanym przez European Athletics. W 2014 zajął 10. miejsce w dziesięcioboju podczas mistrzostw świata juniorów w Eugene. Srebrny medalista mistrzostw Europy juniorów w biegu na 400 metrów oraz w dziesięcioboju (2015). Startując w biegu na 400 metrów przez płotki, zajął 6. miejsce na mistrzostwach Europy oraz osiągnął półfinał igrzysk olimpijskich w 2016.
W 2017 startował na młodzieżowych mistrzostwach Europy w Bydgoszczy, podczas których zdobył złoto w biegu na 400 metrów przez płotki oraz sięgnął po srebro na dystansie 400 metrów. W tym samym roku zdobył w Londynie tytuł mistrza świata na dystansie 400 metrów przez płotki.
Złoty medalista halowych mistrzostw Europy w 2019 w Glasgow w biegu na 400 metrów. W finale wyrównał czasem 45,05 s halowy rekord Europy należący od 1988 do Thomasa Schönlebe. W tym samym roku zdobył swoje drugie złoto mistrzostw świata w biegu na 400 metrów przez płotki. 
Na igrzyskach olimpijskich w Tokio zdobył złoty medal w biegu na 400 metrów przez płotki oraz ustanowił rekord świata wynoszący 45,94. Zwyciężył w biegu na 400 metrów na halowych mistrzostwach Europy w 2023 w Stambule. W tym samym roku zdobył trzeci tytuł mistrza świata. W 2024 otrzymał tytuł halowego wicemistrza świata oraz trzeci w karierze tytuł mistrza Europy.
Wielokrotny mistrz i rekordzista kraju. Reprezentant Norwegii w meczach międzypaństwowych.

## Osiągnięcia
| Rok  | Impreza                                 | Miejsce        | Konkurencja                | Lokata      | Wynik     |
| ---- | --------------------------------------- | -------------- | -------------------------- | ----------- | --------- |
| 2013 | Mistrzostwa świata juniorów młodszych   | Donieck        | ośmiobój                   | 1. miejsce  | 6451 pkt. |
| 2014 | Mistrzostwa świata juniorów             | Eugene         | dziesięciobój              | 10. miejsce | 7551 pkt. |
| 2014 | Mistrzostwa Europy                      | Zurych         | bieg na 400 m              | eliminacje  | 46,73     |
| 2015 | Superliga drużynowych mistrzostw Europy | Czeboksary     | bieg na 400 m              | 7. miejsce  | 46,40     |
| 2015 | Mistrzostwa Europy juniorów             | Eskilstuna     | bieg na 400 m              | 2. miejsce  | 46,50     |
| 2015 | Mistrzostwa Europy juniorów             | Eskilstuna     | dziesięciobój              | 2. miejsce  | 7764 pkt. |
| 2016 | Mistrzostwa Europy                      | Amsterdam      | bieg na 400 m przez płotki | 6. miejsce  | 49,82     |
| 2016 | Mistrzostwa Europy                      | Amsterdam      | sztafeta 4 × 400 m         | eliminacje  | 3:10,76   |
| 2016 | Igrzyska olimpijskie                    | Rio de Janeiro | bieg na 400 m przez płotki | półfinał    | 48,81     |
| 2017 | Młodzieżowe mistrzostwa Europy          | Bydgoszcz      | bieg na 400 m              | 2. miejsce  | 45,75     |
| 2017 | Młodzieżowe mistrzostwa Europy          | Bydgoszcz      | bieg na 400 m przez płotki | 1. miejsce  | 48,37     |
| 2017 | Mistrzostwa świata                      | Londyn         | bieg na 400 m przez płotki | 1. miejsce  | 48,35     |
| 2018 | Mistrzostwa Europy                      | Berlin         | bieg na 400 m              | 8. miejsce  | 46,68     |
| 2018 | Mistrzostwa Europy                      | Berlin         | bieg na 400 m przez płotki | 1. miejsce  | 47,64     |
| 2018 | Puchar interkontynentalny               | Ostrawa        | bieg na 400 m przez płotki | 3. miejsce  | 48,56     |
| 2019 | Halowe mistrzostwa Europy               | Glasgow        | bieg na 400 m              | 1. miejsce  | 45,05     |
| 2019 | Mistrzostwa świata                      | Doha           | bieg na 400 m przez płotki | 1. miejsce  | 47,42     |
| 2021 | Igrzyska olimpijskie                    | Tokio          | bieg na 400 m przez płotki | 1. miejsce  | 45,94     |
| 2022 | Mistrzostwa świata                      | Eugene         | bieg na 400 m przez płotki | 7. miejsce  | 48,42     |
| 2022 | Mistrzostwa Europy                      | Monachium      | bieg na 400 m przez płotki | 1. miejsce  | 47,12     |
| 2023 | Halowe mistrzostwa Europy               | Stambuł        | bieg na 400 m              | 1. miejsce  | 45,35     |
| 2023 | Mistrzostwa świata                      | Budapeszt      | bieg na 400 m przez płotki | 1. miejsce  | 46,89     |
| 2024 | Halowe mistrzostwa świata               | Glasgow        | bieg na 400 m              | 2. miejsce  | 45,34     |
| 2024 | Mistrzostwa Europy                      | Rzym           | bieg na 400 m przez płotki | 1. miejsce  | 46,98     |
| 2024 | Igrzyska olimpijskie                    | Paryż          | bieg na 400 m przez płotki | 2. miejsce  | 47,06     |

## Rekordy życiowe
- Bieg na 300 metrów (stadion) – 32,49 (2021) rekord Norwegii
- Bieg na 400 metrów (stadion) – 44,87 (2017) były rekord Norwegii
- Bieg na 400 metrów (hala) – 45,05 (2019) rekord Europy
- Bieg na 300 metrów przez płotki – 33,05 (2025) najlepszy wynik w historii światowej lekkoatletyki
- Bieg na 400 metrów przez płotki – 45,94 (2021) rekord świata
- Ośmiobój – 6451 pkt. (2013) rekord Norwegii juniorów młodszych